# Лёптин
Лёптин (нем. Löptin) — община в Германии, в земле Шлезвиг-Гольштейн. 
Входит в состав района Плён. Подчиняется управлению Прец-Ланд.  Население составляет 323 человека (на 31 декабря 2010 года). Занимает площадь 9,08 км².